# شاپور آباد (الیگودرز)
شاپورآباد شهری از توابع بخش میوند شهرستان الیگودرز در استان لرستان ایران است.این شهر در سال ۱۳۹۶ با تلاش‌های نماینده وقت محمد خدابخشی شهر شد. در همان سال با انتخاب شوراء وقت احسان بهروزی نژاد به عنوان اولین شهردار این شهر انتخاب شد. وی همچنین دهیار روستای شاپورآباد هم بود. بعد از هفت سال اکنون یکی از شهرهایی با پیشرفت چشمگیری در استان لرستان می‌باشد.

## جمعیت
این شهر در بخش میوند قرار دارد و بر اساس سرشماری مرکز آمار ایران در سال ۱۴۰۱ جمعیت آن ۲۰۰۰ نفر (۵۰۰ خانوار) بوده است. شاپورآباد در منطقه سکونت ایل میوند شهرستان الیگودرز واقع شده است. در سالهای دور نصف ساکنین شاپورآباد را ارمنه تشکیل می‌دادند.